# Seize the Day
«Seize the Day» es el tercer sencillo de Avenged Sevenfold de su álbum City of Evil. A diferencia de los últimos tres sencillos de este álbum, "Beast and the Harlot", "Bat Country", y "Burn it Down", esta canción es una balada. Muchos aficionados han señalado que esta canción es similar a la de Guns N' Roses "Don't Cry" y la de Bon Jovi canción "Always", debido a la guitarra solista, la textura vocal, las progresiones armónicas y el ritmo. El vídeo en sí también es muy similar al vídeo November Rain de Guns N' Roses.
Al momento de su debut el álbum alcanzó el puesto N° 3 en la lista de álbumes de Billboard. Para agosto del 2009 obtuvo un certificado de platino por la RIAA. Hasta la fecha el álbum a logrado vender más de 2,5 millones de copias en todo el mundo. 

## Vídeo musical
El video musical de "Seize the Day" fue dirigido por Wayne Isham. Éste se basa en el amor de una pareja que está esperando un hijo. Los amigos de Matt (el resto de los integrantes de Avenged Sevenfold) van a su casa a hacer planes para robar una tienda de licores. Mientras están robando, la policía interviene y Matt es detenido y llevado a la cárcel mientras que los otros compañeros escapan, dejándolo atrás. Ya en la cárcel, su novia va a visitarlo. Ellos discuten y ella se va; mientras conduce tiene un accidente donde muere. En la imagen del funeral, su cuerpo es sepultado mientras Synyster Gates toca el solo encima del ataúd. Al final del vídeo, Matt sale de la cárcel y va a visitar a su novia al cementerio. Mientras mira la lápida, sus amigos traen a su hijo, que sobrevivió al impacto. Luego, Matt toma a su hijo en brazos y todos se marchan.
Seize the Day es una canción que es totalmente distinta a las demás del álbum 'City of Evil', y el vídeo cuenta una historia, similar a la de los Guns N' Roses en los videos de la trilogía Don't Cry, November Rain y Estranged.